# Tomášovce, Rimavská Sobota
Tomášovce este o comună slovacă, aflată în districtul Rimavská Sobota din regiunea Banská Bystrica, pe malul râului Blh⁠(d). Localitatea se află la altitudinea de 184 m deasupra n.m., se întinde pe o suprafață de 6,44 km2 și în 2017 număra 190 de locuitori. Se învecinează cu Uzovská Panica și Sútor.

## Istoric
Localitatea Tomášovce este atestată documentar din 1405.

## Demografie
| An:                | 1994 | 2004   | 2014   | 2024    |
| ------------------ | ---- | ------ | ------ | ------- |
| Număr de persoane: | 221  | 199    | 204    | 248     |
| Diferență:         |      | −9,95% | +2,51% | +21,56% |

| An:                | 2023 | 2024    |
| ------------------ | ---- | ------- |
| Număr de persoane: | 221  | 248     |
| Diferență:         |      | +12,21% |